# Madison (Caroline du Nord)
Pour les articles homonymes, voir Madison.
Madison est une ville américaine située dans le comté de Rockingham en Caroline du Nord. En 2010, sa population était de 2 246 habitants.

## Démographie
| 1870 | 1880 | 1890 | 1900 | 1910  | 1920  |
| ---- | ---- | ---- | ---- | ----- | ----- |
| 295  | 361  | 450  | 813  | 1 033 | 1 247 |

| 1930  | 1940  | 1950  | 1960  | 1970  | 1980  |
| ----- | ----- | ----- | ----- | ----- | ----- |
| 1 497 | 1 683 | 1 789 | 1 912 | 2 018 | 2 806 |

| 1990  | 2000  | 2010  | - | - | - |
| ----- | ----- | ----- | - | - | - |
| 2 371 | 2 262 | 2 246 | - | - | - |

## Traduction
- (en) Cet article est partiellement ou en totalité issu de l’article de Wikipédia en anglais intitulé « Madison, North Carolina » (voir la liste des auteurs).